# Rhythm Tengoku
Rhythm Tengoku er et rytmespil udviklet og udgivet af Nintendo. Spillet blev udgivet i Japan i august 2006 til Game Boy Advance og var det sidste spil Nintendo udviklet til platformen. Det har fået tre efterfølgere: Rhythm Paradise til Nintendo DS, Beat the Beat: Rhythm Paradise til Wii og Rhythm Paradise Megamix til Nintendo 3DS.
Spilmekanikkerne i Rhythm Tengoku fokuserer på at give spilleren information i form af lydsignaler i stedet for visuelle signaler. Spillet har en samling af etaper med forskellige rytmer, spilmekaniker og temaer. Spilleren følger rytmen fra start til slut og får tildelt en poengsum baseret på sin præstation gennem etapen.
Gruppen der udviklet Rhythm Tengoku tog danseundervisning for at udvikle en kollektiv bevidsthed om rytme, efter anbefaling fra spillets komponist, Tsunku. En af etaperne i spillet har en løg med et ansigt, hvorfra spillere plukker dens hår i takt med musikken. Etapen skulle oprindeligt ha et rigtigt ansigt, men det blev anset for "lidt for groft". Mange af etaperne er baseret på japansk kultur, blandt andet samuraier, ninjaer, fyrværkeri og festivalen obon. Det har blevet trukket paralleller mellem Rhythm Tengoku og WarioWare-serien fra den samme udvikler.

## Ekstern henvisning
- Officiel hjemmeside (på japansk)